# Daniel Santiago
Pour les articles homonymes, voir Santiago (homonymie).
Daniel Santiago, né le 24 juin 1976 à Lubbock, au Texas, est un joueur américain de basket-ball. Il évolue au poste de pivot.

## Biographie
Daniel Santiago commence sa carrière universitaire dans sa ville natale, au Nouveau-Mexique. Après avoir changé une première fois d'université il rejoint finalement St Vincent, qui évolue dans le championnat NAIA (ligue inférieure à la NCAA).
Il devient professionnel aux Vaqueros de Bayamon, club appartenant au championnat de Porto Rico. Il gagne de nombreux titres de champion et amène souvent son équipe dans les tournois finaux. Ses qualités passent l'Atlantique et Santiago signe à Varese, en Italie, en 1998. Il remporte avec ce club le titre de champion d'Italie en 1999.
Signant des statistiques de 13,7 points et 7,6 rebonds, en 2001, il rejoint les Suns de Phoenix. Daniel Santiago joue 54 matchs dans l'Arizona lors de la saison 2000-2001 puis seulement 3 matchs lors de la saison 2001-2002 avant que les Suns ne le licencient. Son temps de jeu est faible, avoisinant les 10 minutes par match.
En 2002, il se fait remarquer avec son équipe nationale lors des mondiaux d'Indianapolis. Il retourne en NBA, cette fois-ci aux Bucks de Milwaukee où il évolue pour les saisons 2003-2004 et 2004-2005.
En 2005-2006, il retourne en Europe à Malaga, où il côtoie les Français Stéphane Risacher et Florent Piétrus ainsi que Jorge Garbajosa ou encore Marcus Brown. Il reste trois saisons à Malaga, avant de rejoindre le FC Barcelone pour la saison 2008-2009. Après un court passage dans son club d'origine des Vaqueros de Bayamón au cours de l'été 2009, il signe un contrat en septembre 2009 avec l'Efes Pilsen İstanbul pour jouer l'Euroligue. Puis il retourne à Porto Rico pour jouer avec les Capitanes de Arecibo où il obtient le championnat de Porto Rico. En octobre 2010, il signe pour Spirou Basket Club.

## Palmarès
- Champion d'Italie 1999
- Vainqueur de la supercoupe d'Italie 1999
- Champion d'Espagne 2006, 2009
- Finaliste du championnat du monde des 22 ans et moins 1997
- Finaliste du championnat des Amériques 1997
- 3e du championnat des Amériques 2003
- Finaliste du championnat des Amériques 2009
- 3e des Jeux panaméricains de 1999 et 2003
- Vainqueur des Jeux panaméricains de 2011